# Amaury Cordeel
Amaury Cordeel (Temse, 9 de julho de 2002) é um automobilista belga que atualmente compete na Fórmula 2 pela equipe Rodin Motorsport. Ele estreou na categoria em 2022 pela Van Amersfoort Racing e teve passagens pela Virtuosi e pela Hitech. Ele venceu o Campeonato Espanhol de F4 de 2018.

## Biografia
Amaury Cordeel nasceu em 9 de julho de 2002 em Temse, perto de Sint-Niklaas, Bélgica. Sua família dirige a construtora belga Cordeel Group NV desde 1934, e Amaury escolheu a cor da empresa para adornar um de seus capacetes. Seu irmão mais velho, Ghislain, também é um piloto de corrida que competiu na Eurocopa de Fórmula Renault e na Porsche Supercup.
Amaury foi acusado de excesso de velocidade duas vezes. Em março de 2021, ele postou um vídeo em alta velocidade em uma rodovia flamenga em sua conta do TikTok e, mais tarde, se desculpou alegando que não era ele dirigindo o carro. Em novembro de 2022, ele compareceu a um tribunal belga por um incidente em 2020, onde foi acusado de estar a 179 km/h em uma zona de 50 km/h, e recebeu uma suspensão de carteira de motorista de 6 meses e uma multa de € 3.600.

## Carreira

### Fórmula 4
Cordeel fez sua estreia em competições automobilísticas diretamente nos monopostos. Sua primeira participação foi no Campeonato Francês de Fórmula 4 de 2017, terminando em 16º com 6 pontos. Em 2018, ele correu no Campeonato SMP F4 de 2018, terminando em 8º na classificação com 2 vitórias e 4 pódios no geral. Naquele ano, ele também correu na ADAC Fórmula 4 de 2018 com ADAC Berlin-Brandenburg e.V. Ele fez nove corridas e terminou o campeonato em 23º, sem pontos. No mesmo ano, também fez nove provas da F4 Italiana com a Mücke Motorsport e terminou a temporada em 31º na classificação com mais uma vez zero pontos.
Cordeel também correu no Campeonato de Fórmula 4 dos Emirados Árabes Unidos de 2017–18 com a Dragon Motopark F4. Ele terminou a temporada com uma vitória e 3 pódios. Mas a campanha principal de Cordeel naquele ano foi no Campeonato Espanhol de Fórmula 4 de 2018 com a MP Motorsport. Cordeel se mostrou consistente apesar de só ter conquistado 4 vitórias, duas a menos do que seus principais rivais Guillem Pujeu e Javier González, mas fez doze pódios e totalizou 208 pontos, sendo o melhor estreante e se sagrando campeão com oito pontos de vantagem sobre o vice Pujeu e doze pontos acima de González, terceiro colocado.

### Fórmula Renault
Cordeel fez sua estreia na Eurocopa de Fórmula Renault em 2019 com a MP Motorsport. Ele terminou em 15º na classificação com 27 pontos e um sétimo lugar na corrida em Paul Ricard como melhor resultado.
Em 2020, ele permaneceu na categoria e mudou para a FA Racing. Ele mais uma vez terminou em 15º na classificação com um melhor resultado sendo o sexto lugar em Monza.

### F3 Asiática
Cordeel se juntou à Pinnacle Motorsport para competir na série de inverno da Fórmula 3 Asiática. Conseguiu vinte e dois pontos, ficando na colocação. Mais tarde, ele também disputou a rodada tripla da F3 Asiática em Dubai pela MP Motorsport como piloto convidado, conseguindo dois décimos lugares e um sétimo lugar.

### Campeonato de Fórmula 3 da FIA

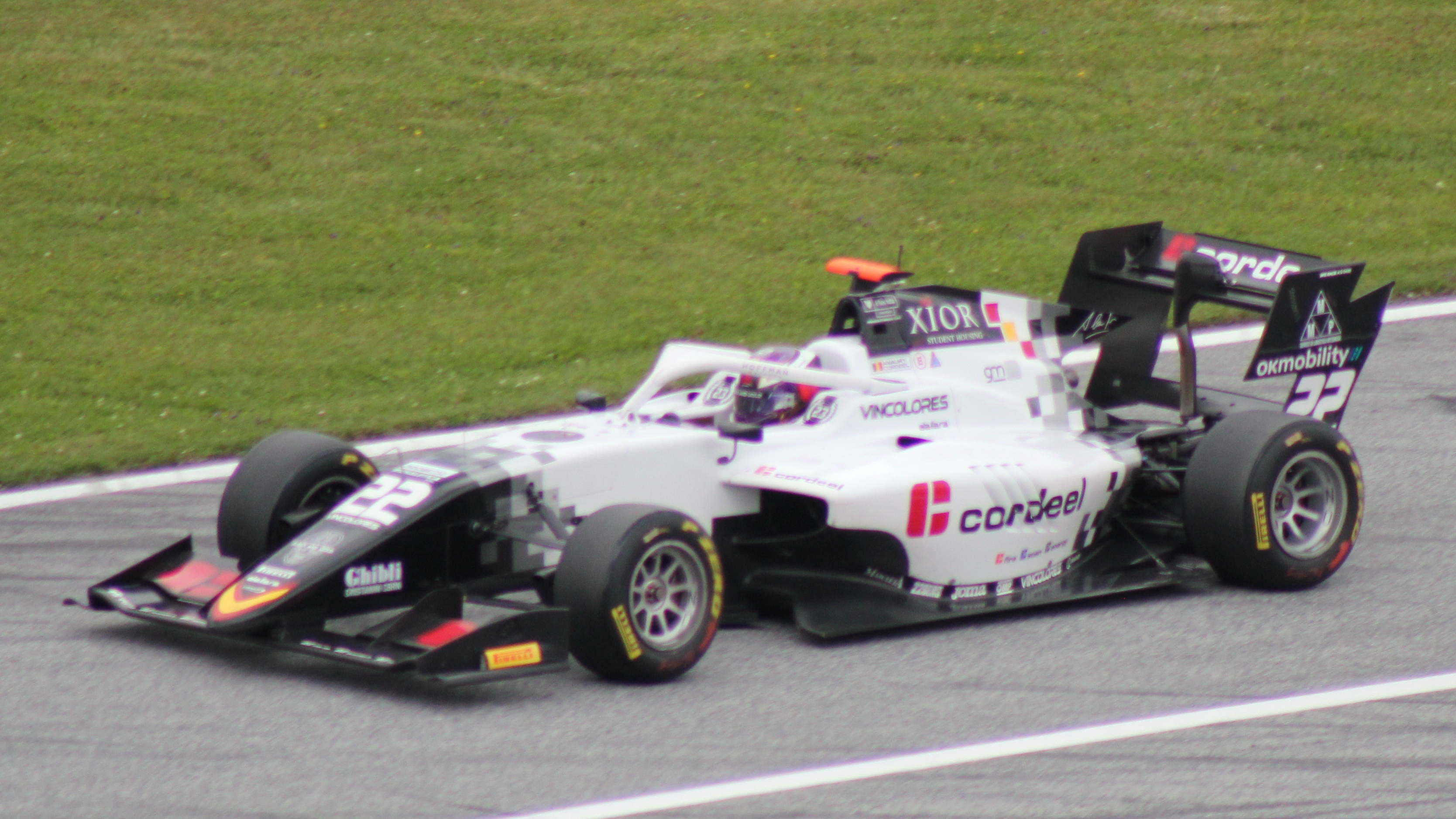
Cordeel na etapa austríaca da Fórmula 3 em 2021

Em 4 de fevereiro de 2021, foi anunciado que Cordeel havia sido contratado pela equipe Campos Racing para a disputa do Campeonato de Fórmula 3 da FIA de 2021, sendo companheiro de Lorenzo Colombo e László Tóth. O belga não pontuou em nenhuma etapa, seu melhor resultado foi um décimo primeiro lugar na corrida 2 do Red Bull Ring e ele terminou em 23º, nove posições acima de Tóth, que também não pontuou, mas oito posições abaixo de Colombo, que venceu uma prova e fez 32 pontos.

### Fórmula 2

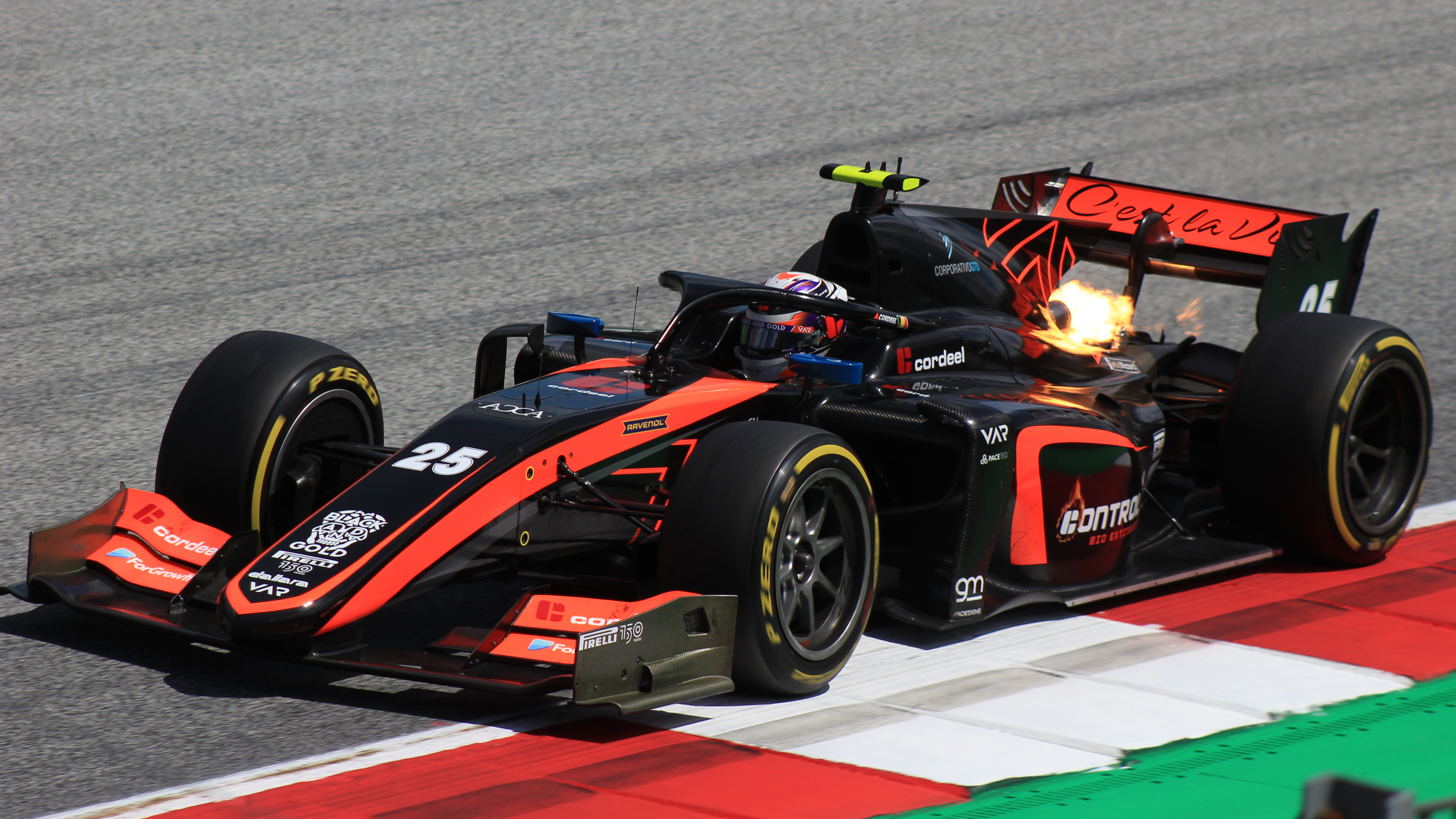
Cordeel pilotando o carro da Van Amersfoort no Red Bull Ring em 2022

Em 20 de janeiro de 2022, foi anunciado que Cordeel havia sido contratado pela equipe Van Amersfoort Racing para a disputa da temporada de 2022 do Campeonato de Fórmula 2 da FIA, sendo companheiro de Jake Hughes. Após ficar fora da zona de pontuação na maior parte do campeonato, se envolver em diversos acidentes e ser banido da rodada de Silverstone por acumular a quantidade máxima de pontos de penalidades na sua superlicença, o belga conseguiu quatro Top-10 nas últimas três rodadas do ano, tendo seu ápice na sprint de Yas Marina, onde ele terminou em quinto. Cordeel se classificou em décimo sétimo, com 26 pontos, mesma quantidade de Hughes, mas o britânico ficou acima dele por ter um quarto lugar como melhor resultado.

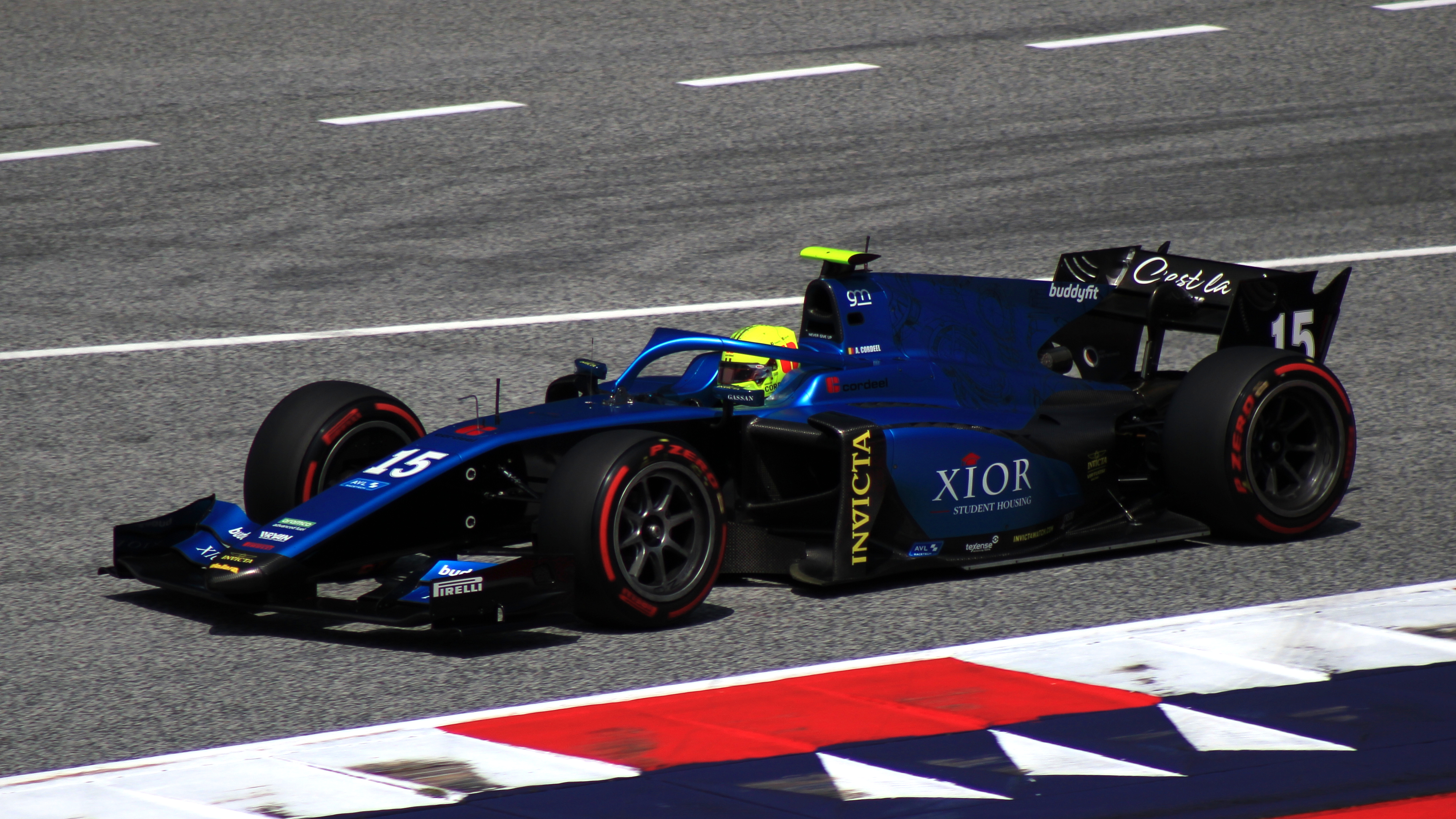
Cordeel guiando a Virtuosi em Spielberg em 2023

Para a disputa da temporada de 2023, ele se transferiu para a Virtuosi Racing e teve como companheiro o australiano Jack Doohan. Teve dois oitavos lugares como melhores resultados, fechando o ano em vigésimo, com oito pontos, num resultado muito aquém do seu companheiro Doohan, terceiro colocado, que pontuou vinte e um vezes mais do que o belga.

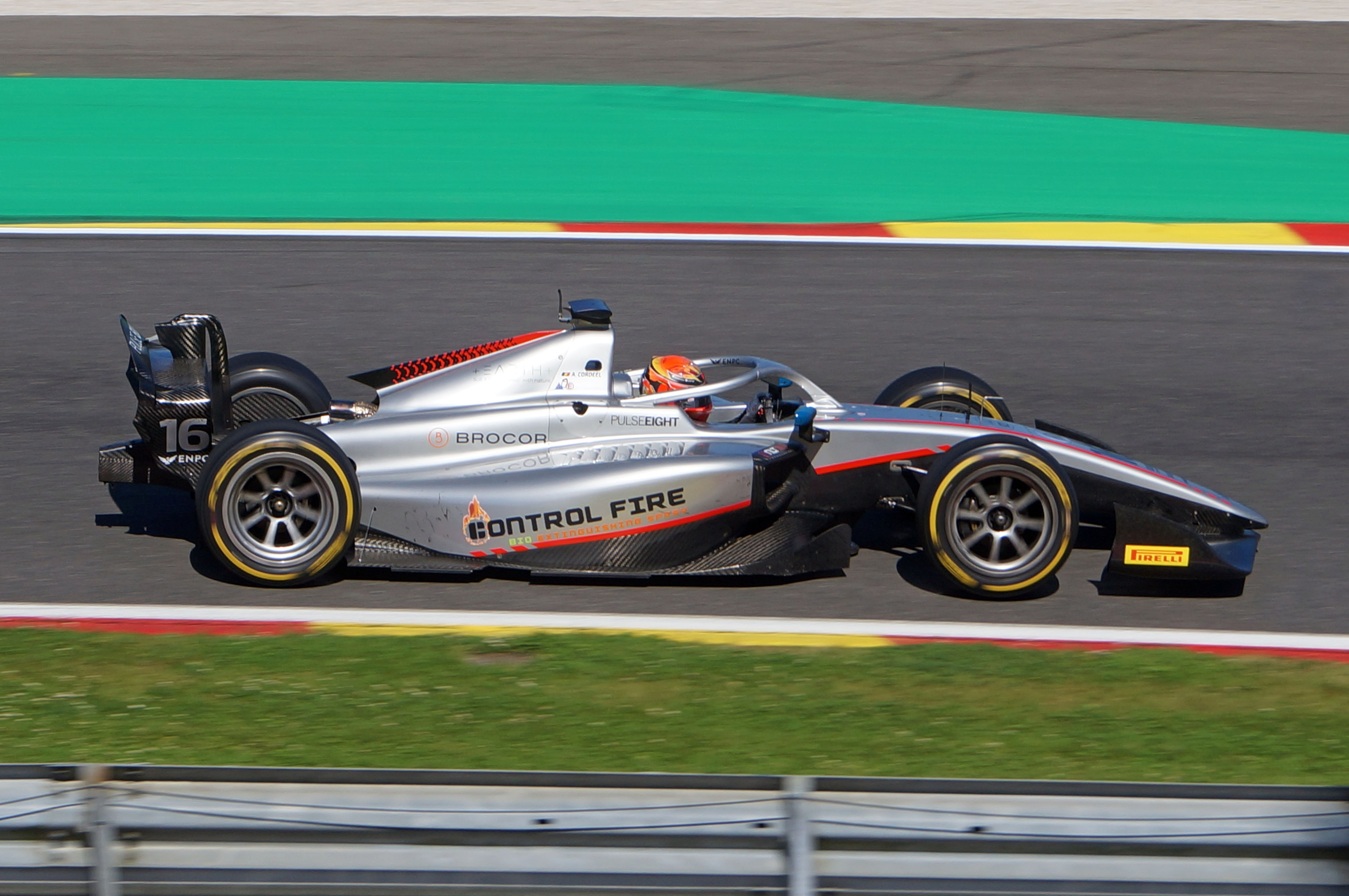
Cordeel pilotando a Hitech em Spa-Francorchamps em 2024

Cordeel se transferiu para a equipe Hitech Pulse-Eight para a disputa da temporada de 2024, competindo ao lado de Paul Aron. Enquanto o estoniano chegou a brigar pelo título, o belga voltou a ter um desempenho irregular, abandonando as três primeiras corridas da temporada. Apesar disso, Cordeel teve seu melhor desempenho ao pontuar em sete provas e alcançar o quarto lugar na sprint de Ímola, seu melhor resultado na F2 até então. Cordeel terminou em décimo sétimo, com 39 pontos, quatro vezes menos pontos que Aron, o terceiro colocado.
Em 6 de março de 2025, foi anunciado que ele substituiria Christian Mansell na Rodin Motorsport para a disputa da temporada de 2025, sendo novo companheiro de Alex Dunne.

## Resultados

### Resumo da carreira
| Temporada | Série                                 | Equipe                   | Corridas | Vitórias | Poles | F/Laps | Pódios | Pontos | Posição |
| --------- | ------------------------------------- | ------------------------ | -------- | -------- | ----- | ------ | ------ | ------ | ------- |
| 2017      | Fórmula 4 Francesa                    | FFSA Academy             | 21       | 0        | 0     | 0      | 0      | 6      | 16º     |
| 2017–18   | Fórmula 4 Emiradense                  | Dragon Motopark F4       | 17       | 1        | 0     | 1      | 3      | 120    | 8º      |
| 2018      | Fórmula 4 Italiana                    | BWT Mücke Motorsport     | 6        | 0        | 0     | 0      | 0      | 0      | 31º     |
| 2018      | Fórmula 4 Italiana                    | Alma Racing              | 3        | 0        | 0     | 0      | 0      | 0      | 31º     |
| 2018      | ADAC Fórmula 4                        | ADAC Berlim-Brandemburgo | 9        | 0        | 0     | 0      | 0      | 0      | 23º     |
| 2018      | Fórmula 4 SMP                         | MP Motorsport            | 12       | 2        | 1     | 2      | 4      | 107    | 8º      |
| 2018      | Fórmula 4 Espanhola                   | MP Motorsport            | 17       | 4        | 4     | 6      | 12     | 208    | 1º      |
| 2019      | Eurocopa de Fórmula Renault           | MP Motorsport            | 20       | 0        | 0     | 0      | 0      | 27     | 15º     |
| 2019      | Fórmula 3 Asiática (Série de Inverno) | Pinnacle Motorsport      | 5        | 0        | 0     | 0      | 0      | 22     | 10º     |
| 2019–20   | Fórmula 3 Asiática                    | MP Motorsport            | 3        | 0        | 0     | 0      | 0      | 0      | NC†     |
| 2020      | Eurocopa de Fórmula Renault           | FA Racing                | 19       | 0        | 0     | 0      | 33     | 33     | 15º     |
| 2020      | Toyota Racing Series                  | Kiwi Motorsport          | 0        | 0        | 0     | 0      | 0      | 0      | NC      |
| 2021      | Fórmula 3 FIA                         | Campos Racing            | 20       | 0        | 0     | 0      | 0      | 23º    | 23º     |
| 2022      | Fórmula 2                             | Van Amersfoort Racing    | 24       | 0        | 0     | 1      | 0      | 26     | 17º     |
| 2022      | Porsche Carrera Cup Benelux           | Team GP Elite            | 1        | 0        | 0     | 0      | 0      | 0      | NC      |
| 2023      | Fórmula 2                             | Invicta Virtuosi Racing  | 26       | 0        | 0     | 0      | 0      | 8      | 20º     |
| 2024      | Fórmula 2                             | Hitech Pulse-Eight       | 28       | 0        | 0     | 0      | 0      | 39     | 17º     |
| 2025      | Fórmula 2                             | Rodin Motorsport         | 0        | 0        | 0     | 0      | 0      | 0      | TBD*    |

† Como Cordeel era um piloto convidado, ele não estava qualificado para marcar pontos.
* Temporada ainda em andamento.